# Pseudacontia cansa
Pseudacontia cansa är en fjärilsart som beskrevs av Smith 1908. Pseudacontia cansa ingår i släktet Pseudacontia och familjen nattflyn. Inga underarter finns listade i Catalogue of Life.